# Pterostichus splendidulus
Pterostichus splendidulus är en skalbaggsart som beskrevs av John Lawrence LeConte 1863. Pterostichus splendidulus ingår i släktet Pterostichus och familjen jordlöpare. Inga underarter finns listade i Catalogue of Life.